# Acanthochitona terezae
Acanthochitona terezae är en blötdjursart som beskrevs av Guerra Jr. 1983. Acanthochitona terezae ingår i släktet Acanthochitona och familjen Acanthochitonidae. Inga underarter finns listade i Catalogue of Life.